# Nationalpark Hainich

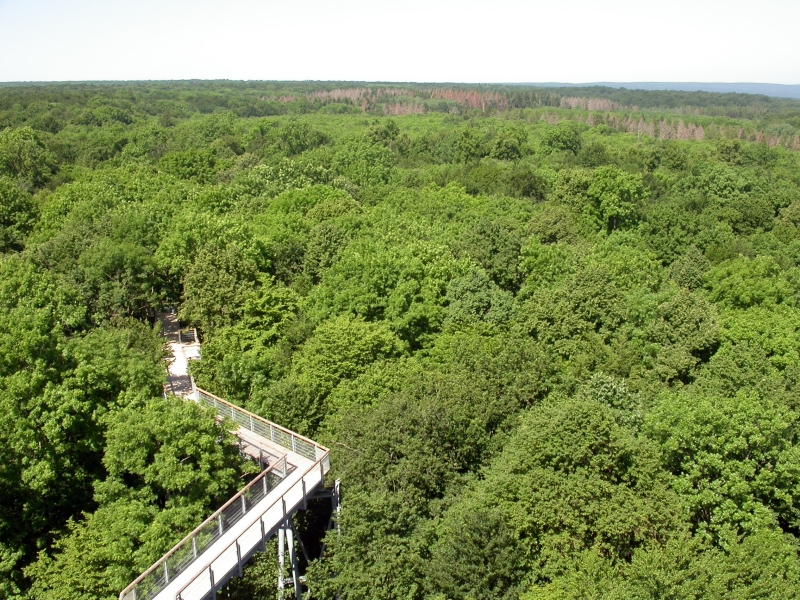
Vy över nationalparken med gångstigen i förgrunden

Nationalpark Hainich är en nationalpark i det tyska förbundslandet Thüringen och inrättades den 31 december 1997.
2005 byggdes en vandringsled flera meter över marken genom trädens kronor. Liknande gångstigar finns oftast i regnskogsreservat.

## Geografi
Nationalparken ligger i Thüringens västra del i den triangel som bildas av städerna Eisenach, Mühlhausen och Bad Langensalza. Den har en yta av 76,1 kvadratkilometer och utgör tillsammans med angränsade skogsområden Tysklands största sammanhängande lövskog.

## Fauna och flora
Boken är det vanligaste trädet i parken men det finns även ask, lönn, lind och den sällsynta tyskoxeln (Sorbus torminalis). På marken finns flera svampar samt snöklockor, blåsippor och vitsippor.
Inom faunan kan nämnas vildkatt, 14 arter av fladdermöss, sju arter hackspettar (bland annat mellanspett) och flera skalbaggar.